# Невидимая горилла, или История о том, как обманчива наша интуиция

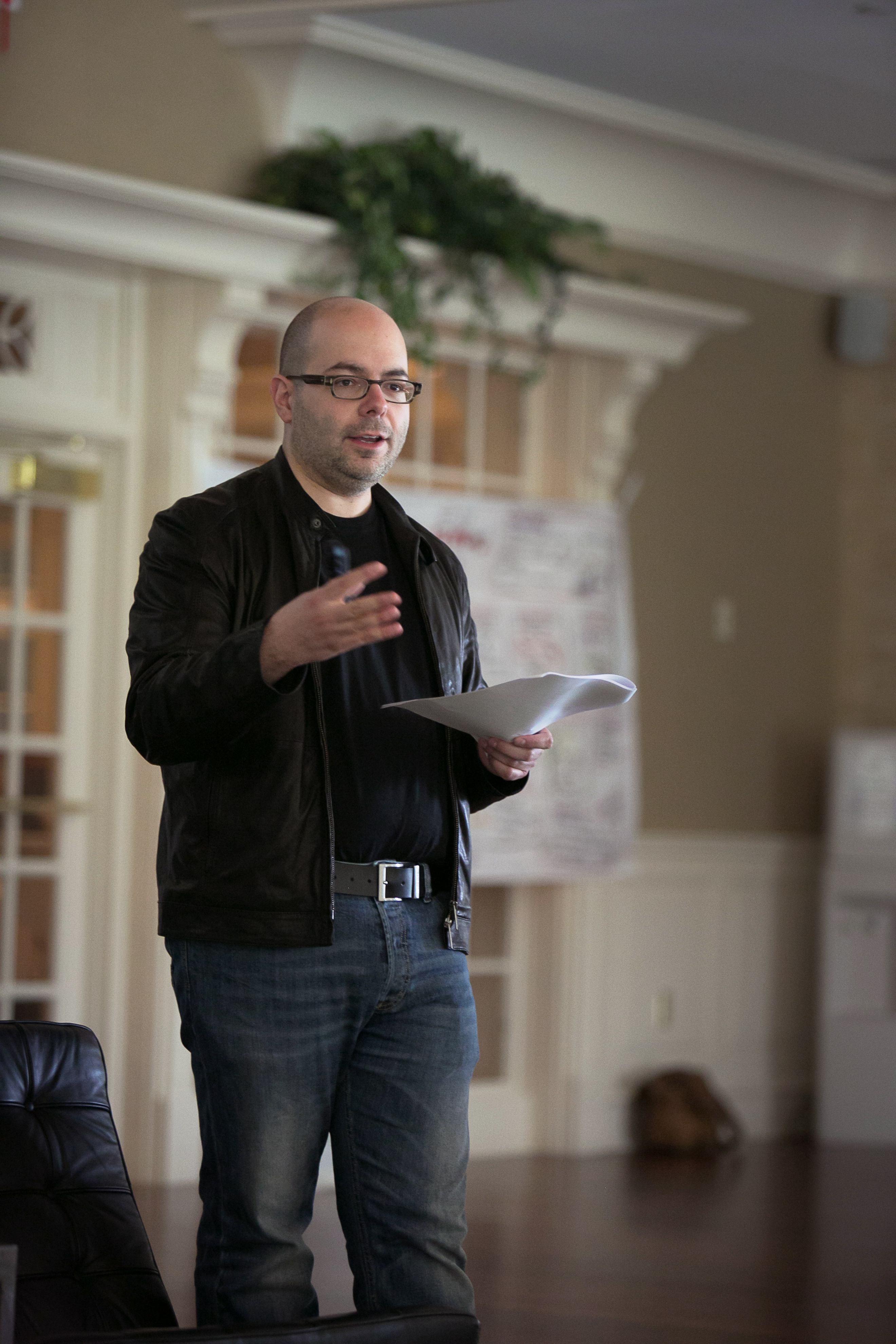
Кристофер Шабри

«Невидимая горилла, или История о том, как обманчива наша интуиция» — книга Кристофера Шабри (Christopher Chabris) и Дэниела Саймонса. Опубликована в 2010 году. Шабри и Саймонс рассказывают об эксперименте со студентами, передавшими друг другу баскетбольный мяч. Видеоролик игры был показан участникам эксперимента, которых просили подсчитать количество передач, совершенных игроками в белых футболках. Примерно половина участников не заметила человека в костюме гориллы, который на несколько секунд выходил на игровое поле (см. Тест «Невидимая горилла»). Саймонс и Шабри были награждены Шнобелевской премией за эксперимент «Невидимая горилла» (2004).
Саймонс назвал этот феномен «слепотой невнимания» (перцептивной слепотой). Также он провёл ряд экспериментов по выявлению «слепоты к изменению».

## Содержание
Книга рассказывает о повседневных иллюзиях (внимания, памяти и др.), которые оказывают глубокое влияние на жизнь человека. Под иллюзиями понимают искаженные представления о собственной психической деятельности, которые могут быть не просто ошибочны, но и опасны.
В книге рассказывается об эксперименте с «невидимой гориллой», а также ряде инцидентов, связанных с иллюзиями внимания. Среди них привлечение за лжесвидетельство полицейского К. Конли, мотоциклист, сбитый не заметивший его автомобилист, или атомная подводная лодка ВМС США «Гринвилл», капитан которой при экстренном всплытии корабля не «увидел» в перископ японский траулер и потопил его.
Одна из основных идей книги — мы полагаем, что должны видеть все, происходящее перед нашими глазами, но в действительности в каждый момент своей жизни осознаем лишь небольшую часть видимого мира. Мысль о том, что можно смотреть на объект и не увидеть его, совершенно несовместима с нашим пониманием собственной психики. Это ошибочное понимание может привести к опрометчивым и самонадеянным поступкам.
Перцептивная слепота, утверждают Шабри и Саймонс, является неизбежным, хотя и нежелательным, побочным эффектом нормальных процессов, связанных с вниманием и восприятием.
Ошибки восприятия и иллюзии внимания не ограничиваются одними зрительными ощущениями. Людям свойственна и перцептивная глухота. В подтверждение этого приведён случай с известным музыкантом-скрипачом Джошуа Беллом, на игру которого не обращали внимания торопившиеся на работу прохожие в метро.
А что мы думаем о своей памяти, и о том, как она работает на самом деле?
Иллюзия памяти по утверждению Шабри и Саймонса — расхождение между реальным событием, которое откладывается в памяти, и последующим воспоминанием о этом событии. Каждый раз вспоминая о прошлом, мы смешиваем реальные детали с собственными ожиданиями относительно того, что мы должны были запомнить. Мы не воспринимаем мир таким, каков он есть, а создаем собственную модель мира и «иллюзию о себе».

## Об авторах
Кристофер Шабри родился в Нью-Йорке в 1966 году. В 1988 году получил степень бакалавра компьютерных наук в Гарвардском университете, а затем работал менеджером программы искусственного интеллекта на факультете психологии. В 1999 году получил степень доктора философии, затем по психологии, защитил диссертацию на тему «Когнитивные и нейропсихологические механизмы опыта: учеба у мастеров шахмат». С 1999 по 2001 год был научным сотрудником Центра ЯМР, Департамента радиологии, Массачусетской больницы общего профиля и Гарвардской медицинской школы. В 2002 году работал преподавателем вводного курса когнитивной нейробиологии, а затем научным сотрудником на кафедре психологии Гарвардского университета. Сейчас Шабри — доцент кафедры психологии в Union College в Скенектади (Нью-Йорк), адъюнкт-профессор неврологии в Медицинском колледже Олбани и приглашенный научный сотрудник Центра коллективного разума Массачусетского технологического института.
Дэниел Саймонс родился в 1969 году. В 1991 году получил степень бакалавра по психологии в Карлтон-колледжа, а в 1997 году — степень доктора в Корнельском университете. Пять лет преподавал в Гарвардском университете. В 2002 году Саймонс стал профессором Университета Иллинойса, где руководит лабораторией визуального познания.

## Влияние
Игорь Сергеевич Уточкин, доктор психологических наук, профессор, заведующий лабораторией когнитивных исследований НИУ ВШЭ:
«Предполагается, что самый интересный объект изменения находится очень быстро, а объекты периферического интереса — дольше. Когда я заинтересовался слепотой к изменению, в ходе экспериментов я по случайности заметил, что на некоторых картинках люди очень долго ищут изменения возле того места, где находится главный объект. Так возникла догадка, что объект, находящийся рядом с центром интереса, попадает в защитную „мёртвую зону“, потому что мы просто не смотрим в те места, которые находятся совсем рядом с центром интереса. Эта гипотеза подтвердилась в ходе экспериментов и стала основой для нескольких научных публикаций».